# Оксиамінування за Шарплессом
Оксиамінування за Шарплессом (англ. Sharpless oxyamination) — каталізоване сполуками осмію цис-приєднання N- та O-вмісних сполук до моно-, ди- й тризаміщених олефінів з утворенням віцинальних аміно- чи амідоспиртів. A comprehensive review of this reaction was authored by McLeod et al. in 2002.